# Liste der Regionalliga-Spieler des Grazer AK

Die Liste der Regionalliga-Spieler des Grazer Athletiksport-Klub (GAK) gibt einen Überblick über jene Fußballer, die in den bisherigen sieben Spielzeiten des Vereins in der drittklassigen österreichischen Regionalliga Mitte für den GAK gespielt haben. Der GAK war nach dem Zwangsabstieg aus der 1. Bundesliga ab 2007/08 bis 2012 in dieser Liga engagiert. Im Oktober 2012 musste der Spielbetrieb des bisherigen GAK-Fußball eingestellt werden. Nach der Neugründung und dem Wiederaufstieg aus der 8. Spielklasse (ab 2013/14) war der Klub in der Saison 2018/19 wieder in der 3. Leistungsstufe und stieg direkt in die 2. Liga auf.
Christian Deutschmann mit 142 Spielen und Herbert Rauter mit 69 Toren (in 113 Spielen – Torschützenkönig 2011 und 2012) sind die jeweiligen Rekordspieler. Der Klub war 2012 und 2019 Meister der Regionalliga Mitte.
In der Tabellen sind persönlichen Daten, die Spielposition (T = Torhüter, V = Verteidiger, M = Mittelfeld, A = Angriff), die Vereinszugehörigkeit (Saison), die Anzahl der Spiele und Tore sowie die Meisterschaftserfolge angeführt.

## Statistik
| Spieler                                                                                    | geboren am | Nationalität        | Spiel- position | beim GAK von … bis …                 | Spiele | Tore | Erfolge                                                                              |
| ------------------------------------------------------------------------------------------ | ---------- | ------------------- | --------------- | ------------------------------------ | ------ | ---- | ------------------------------------------------------------------------------------ |
| Amerhauser, Martin                                                                         | 23.07.74   | Österreich          | M               | 2007/08 – 2009/10                    | 45     | 5    |                                                                                      |
| Asii, Alin                                                                                 | 28.03.87   | Österreich          | M               | 2007/08 – 2009/10                    | 45     | 6    |                                                                                      |
| Bauer, Alexander                                                                           | 16.08.95   | Österreich          | M               | 2018/19                              | 27     | 7    | Meister Regionalliga Mitte 2018/19                                                   |
| Berger, Christian                                                                          | 09.05.97   | Österreich          | A               | 2018/19                              | 23     | 1    | Meister Regionalliga Mitte 2018/19                                                   |
| Berger, Michael                                                                            | 01.12.90   | Österreich          | V               | 2009/10 – 2011/12                    | 61     | 2    | Meister Regionalliga Mitte 2011/12                                                   |
| Bernhart, Andreas                                                                          | 28.08.88   | Österreich          | M               | 2007/08 – 2009/10                    | 55     | 1    |                                                                                      |
| Bjelotomic, Bojan                                                                          | 10.07.88   | Serbien             | V               | 2011/12                              | 2      | 0    | Meister Regionalliga Mitte 2011/12                                                   |
| Blatnik, Georg                                                                             | 06.07.92   | Österreich          | T               | 2012/13                              | 11     | 0    |                                                                                      |
| Brauneis, Daniel                                                                           | 29.08.86   | Österreich          | A               | 2010/11 – 2011/12                    | 27     | 13   | Meister Regionalliga Mitte 2011/12                                                   |
| Büchner, Benjamin                                                                          | 31.07.87   | Österreich          | A               | 2011/12                              | 3      | 0    | Meister Regionalliga Mitte 2011/12                                                   |
| Elsneg, Dieter                                                                             | 04.02.90   | Österreich          | A               | 2007/08, 2018/19                     | 36     | 17   | Meister Regionalliga Mitte 2018/19                                                   |
| Erel, Attila                                                                               | 28.04.91   | Österreich          | V               | 2010/11                              | 14     | 0    |                                                                                      |
| Derrant, Dominik                                                                           | 25.11.94   | Österreich          | V               | 2018/19                              | 23     | 0    | Meister Regionalliga Mitte 2018/19                                                   |
| Deutschmann, Christian                                                                     | 11.02.88   | Österreich          | V               | 2007/08 – 2012/13                    | 142    | 10   | Meister Regionalliga Mitte 2011/12                                                   |
| Durlacher, Patrick                                                                         | 30.12.88   | Österreich          | M               | 2011/12 – 2012/13                    | 34     | 6    | Meister Regionalliga Mitte 2011/12                                                   |
| Fauland, Michael                                                                           | 30.12.97   | Österreich          | T               | 2018/19                              | 2      | 0    | Meister Regionalliga Mitte 2018/19                                                   |
| Färber, Jakob                                                                              | 06.11.92   | Österreich          | M               | 2009/10 – 2011/12, 2012/13           | 28     | 2    | Meister Regionalliga Mitte 2011/12                                                   |
| Fink, David                                                                                | 10.01.91   | Österreich          | V               | 2008/09 – 2012/13                    | 60     | 2    | Meister Regionalliga Mitte 2011/12                                                   |
| Fischer, Andreas                                                                           | 06.01.91   | Österreich          | A               | 2018/19                              | 9      | 2    | Vereinswechsel in der Winterpause                                                    |
| Fischer, Matthias                                                                          | 20.05.94   | Österreich          | A               | 2011/12 – 2012/13                    | 1      | 0    | Meister Regionalliga Mitte 2011/12                                                   |
| Früstük, Robert                                                                            | 27.07.73   | Österreich          | V               | 2008/09 – 2009/10                    | 38     | 5    |                                                                                      |
| Fuchshofer, Alexander                                                                      | 08.08.90   | Österreich          | M               | 2007/08 – 2009/10, 2011/12 – 2012/13 | 32     | 2    | Meister Regionalliga Mitte 2011/12                                                   |
| Geissler, Daniel                                                                           | 30.04.94   | Österreich          | M               | 2018/19 (leihweise)                  | 6      | 2    | Meister Regionalliga Mitte 2018/19                                                   |
| Gillhofer, Christoph                                                                       | 28.11.91   | Österreich          | M               | 2009/10 – 2010/11                    | 9      | 0    |                                                                                      |
| Glauninger, Michael                                                                        | 28.01.87   | Österreich          | M               | 2007/08 – 2008/09                    | 4      | 0    |                                                                                      |
| Graf, Lukas                                                                                | 12.08.94   | Österreich          | V               | 2018/19                              | 26     | 1    | Meister Regionalliga Mitte 2018/19                                                   |
| Grasser, Georg                                                                             | 03.10.90   | Österreich          | V               | 2007/08 – 2008/09, 2010/11 – 2011/12 | 35     | 3    | Meister Regionalliga Mitte 2011/12                                                   |
| Griesbacher, Marvin                                                                        | 09.07.92   | Österreich          | M               | 2011/12                              | 1      | 0    | Meister Regionalliga Mitte 2011/12                                                   |
| Gruber, Jan                                                                                | 26.04.99   | Österreich          | M               | 2018/19                              | 3      | 0    | Vereinswechsel in der Winterpause                                                    |
| Gschiel, Christoph                                                                         | 26.12.90   | Österreich          | V               | 2009/10 – 2010/11                    | 30     | 1    |                                                                                      |
| Gucher, Robert                                                                             | 20.02.91   | Österreich          | M               | 2007/08 – 2008/09                    | 6      | 1    |                                                                                      |
| Guerrib, Miliam                                                                            | 05.11.85   | Kroatien            | A               | 2012/13                              | 14     | 6    |                                                                                      |
| Hackinger, Dominik                                                                         | 19.11.88   | Österreich          | M               | 2018/19                              | 27     | 13   | Meister Regionalliga Mitte 2018/19                                                   |
| Haider, Patrick                                                                            | 26.03.89   | Österreich          | T               | 2018/19                              | 25     | 0    | Meister Regionalliga Mitte 2018/19                                                   |
| Hasler, Lukas                                                                              | 10.08.93   | Österreich          | M               | 2010/11                              | 1      | 0    |                                                                                      |
| Heil, Marco                                                                                | 02.10.92   | Österreich          | A               | 2018/19                              | 3      | 2    | Meister Regionalliga Mitte 2018/19                                                   |
| Hepflinger, Benjamin                                                                       | 25.09.93   | Österreich          | A               | 2010/11 – 2011/12                    | 3      | 0    | Meister Regionalliga Mitte 2011/12                                                   |
| Hirz, Mario                                                                                | 12.04.88   | Österreich          | V               | 2007/08 – 2008/09                    | 6      | 0    |                                                                                      |
| Hofer, Alexander                                                                           | 11.01.93   | Österreich          | V               | 2011/12 – 2012/13                    | 6      | 0    | Meister Regionalliga Mitte 2011/12                                                   |
| Hofer, Michael                                                                             | 28.05.88   | Österreich          | M               | 2007/08 – 2012/13                    | 141    | 17   | Meister Regionalliga Mitte 2011/12                                                   |
| Hopfer, Thomas                                                                             | 20.09.90   | Österreich          | M               | 2007/08 – 2008/09                    | 23     | 1    |                                                                                      |
| Hösele, Lukas                                                                              | 23.12.97   | Österreich          | T               | 2018/19                              | 2      | 0    | Meister Regionalliga Mitte 2018/19                                                   |
| Imsirovic, Erwin                                                                           | 03.01.97   | Österreich          | A               | 2018/19                              | 1      | 0    | Meister Regionalliga Mitte 2018/19                                                   |
| Ivanescu, Ali-Alexander                                                                    | 02.01.94   | Österreich          | A               | 2011/12 – 2012/13                    | 3      | 0    | Meister Regionalliga Mitte 2011/12                                                   |
| Kammerhofer, Stefan                                                                        | 04.02.90   | Österreich          | V               | 2008/09, 2009/10 – 2012/13           | 61     | 2    | Meister Regionalliga Mitte 2011/12                                                   |
| Kanalas, Alex                                                                              | 31.05.94   | Ungarn              | M               | 2010/11                              | 1      | 0    |                                                                                      |
| Kavcic, Alen                                                                               | 10.01.90   | Slowenien           | M               | 2009/10                              | 5      | 0    |                                                                                      |
| Kecanovic, Dejan                                                                           | 20.05.90   | Bosnien-Herzegowina | M               | 2008/09 – 2009/10                    | 13     | 0    |                                                                                      |
| Kiric, Luka                                                                                | 23.12.94   | Slowenien           | M               | 2018/19                              | 18     | 2    | Meister Regionalliga Mitte 2018/19                                                   |
| Klinck, Marc                                                                               | 02.07.91   | Slowenien           | M               | 2012/13                              | 5      | 0    |                                                                                      |
| Kolb, Martin                                                                               | 02.02.93   | Österreich          | V               | 2011/12                              | 2      | 0    | Meister Regionalliga Mitte 2011/12                                                   |
| Kollmann, Roland                                                                           | 08.10.76   | Österreich          | A               | 2008/09 – 2011/12                    | 80     | 51   | Meister Regionalliga Mitte 2011/12                                                   |
| Konrad, Andreas                                                                            | 11.11.83   | Österreich          | T               | 2007/08 – 2008/09                    | 28     | 0    |                                                                                      |
| Kovacs, Bela                                                                               | 30.03.77   | Ungarn              | M               | 2007/08                              | 2      | 0    |                                                                                      |
| Kozissnik, Peter                                                                           | 31.07.90   | Österreich          | M               | 2018/19                              | 30     | 1    |                                                                                      |
| Kramberger, Simon                                                                          | 01.06.80   | Slowenien           | A               | 2009/10                              | 15     | 1    |                                                                                      |
| Krasser, Christoph                                                                         | 22.05.88   | Österreich          | V               | 2007/08 – 2009/10                    | 50     | 8    |                                                                                      |
| Leitgeb, Mario                                                                             | 30.06.88   | Österreich          | M               | 2011/12                              | 8      | 4    | Meister Regionalliga Mitte 2011/12                                                   |
| Leitner, Stefan                                                                            | 01.12.86   | Österreich          | T               | 2007/08 – 2012/13                    | 51     | 0    | Meister Regionalliga Mitte 2011/12                                                   |
| Lindschinger, Sandro                                                                       | 18.10.85   | Österreich          | V               | 2008/09 – 2009/10                    | 27     | 1    |                                                                                      |
| Maderbacher, Anton                                                                         | 18.11.88   | Österreich          | V               | 2011/12                              | 1      | 0    |                                                                                      |
| Mandl, Manfred                                                                             | 26.11.77   | Österreich          | M               | 2007/08                              | 11     | 0    |                                                                                      |
| Mauerhofer, Sascha                                                                         | 21.07.91   | Österreich          | V               | 2009/10                              | 2      | 0    |                                                                                      |
| Maxhuni, Lorik                                                                             | 02.07.92   | Kosovo              |                 | 2010/11                              | 1      | 0    |                                                                                      |
| Messner, Dominik                                                                           | 03.09.92   | Österreich          | V               | 2010/11 – 2011/12                    | 5      | 0    | Meister Regionalliga Mitte 2011/12                                                   |
| Mohiden, Avan                                                                              | 18.08.86   | Österreich          | A               | 2007/08                              | 19     | 3    |                                                                                      |
| Murg, Thomas                                                                               | 14.11.94   | Österreich          | M               | 2010/11 – 2011/12                    | 49     | 13   | Meister Regionalliga Mitte 2011/12                                                   |
| Nutz, Stefan                                                                               | 15.02.92   | Österreich          | M               | 2009/10 – 2011/12                    | 66     | 6    | Meister Regionalliga Mitte 2011/12                                                   |
| Obendrauf, Rene                                                                            | 16.03.90   | Österreich          | M               | 2007/08 – 2008/09                    | 10     | 2    |                                                                                      |
| Oved, Reuven                                                                               | 28.11.83   | Israel              | M               | 2011/12 – 2012/13                    | 10     | 1    | Meister Regionalliga Mitte 2011/12                                                   |
| Perchthold, Marco                                                                          | 21.09.88   | Österreich          | M               | 2007/08 – 2008/09, 2018/19           | 50     | 9    | Meister Regionalliga Mitte 2018/19                                                   |
| Pertl, Thomas                                                                              | 03.09.91   | Österreich          | V               | 2012/13                              | 4      | 2    |                                                                                      |
| Petrovic, Christian                                                                        | 26.02.91   | Österreich          | T               | 2008/09 – 2009/10, 2011/12           | 18     | 0    | Meister Regionalliga Mitte 2011/12                                                   |
| Pfeifer, Stefan                                                                            | 16.01.98   | Österreich          | V               | 2018/19                              | 26     | 0    | Meister Regionalliga Mitte 2018/19                                                   |
| Pichorner, Christoph                                                                       | 18.06.99   | Österreich          | V               | 2018/19                              | 8      | 0    | Meister Regionalliga Mitte 2018/19                                                   |
| Pollhammer, Mario                                                                          | 20.06.89   | Österreich          | M               | 2010/11                              | 26     | 4    |                                                                                      |
| Pösendorfer, Rene                                                                          | 02.11.89   | Österreich          | T               | 2010/11 – 2012/13                    | 50     | 0    | Meister Regionalliga Mitte 2011/12                                                   |
| Pranjic, Mario                                                                             | 08.02.90   | Slowenien           | M               | 2012/13                              | 9      | 0    |                                                                                      |
| Prattes, Sebastian                                                                         | 12.08.92   | Österreich          | M               | 2018/19                              | 26     | 4    | Meister Regionalliga Mitte 2018/19                                                   |
| Puster, Luca                                                                               | 03.03.95   | Österreich          | V               | 2018/19                              | 3      | 0    | Meister Regionalliga Mitte 2018/19                                                   |
| Radakovics, Sebastian                                                                      | 20.11.90   | Österreich          | V               | 2007/08 – 2008/09                    | 34     | 0    |                                                                                      |
| Raudner, Rene                                                                              | 29.10.91   | Österreich          | V               | 2009/10 – 2011/12                    | 26     | 1    | Meister Regionalliga Mitte 2011/12                                                   |
| Rauter, Herbert                                                                            | 27.01.82   | Österreich          | M               | 2008/09 – 2012/13                    | 113    | 69   | Meister Regionalliga Mitte 2011/12 – Torschützenkönig RLM 2010/11 (22), 2011/12 (23) |
| Rossmann, Daniel                                                                           | 01.05.91   | Österreich          | M               | 2007/08 – 2008/09                    | 1      | 0    |                                                                                      |
| Rother, Alexander                                                                          | 20.05.93   | Österreich          | A               | 2009/10 – 2010/11, 2018/19           | 41     | 14   | Meister Regionalliga Mitte 2018/19                                                   |
| Sacher, Laurenz                                                                            | 24.05.94   | Österreich          | M               | 2011/12 – 2012/13                    | 1      | 0    | Meister Regionalliga Mitte 2011/12                                                   |
| Sare, Perica                                                                               | 06.02.91   | Slowenien           | V               | 2012/13                              | 12     | 0    |                                                                                      |
| Säumel, Gerald                                                                             | 10.01.86   | Österreich          | M               | 2012/13, 2018/19                     | 21     | 3    | Meister Regionalliga Mitte 2018/19                                                   |
| Savic, Drazen                                                                              | 17.05.88   | Bosnien-Herzegowina | V               | 2007/08 – 2008/09                    | 24     | 2    |                                                                                      |
| Schantl, Valentin                                                                          | 02.04.93   | Österreich          | V               | 2010/11 – 2011/12                    | 1      | 0    |                                                                                      |
| Schellnegger, Philipp                                                                      | 03.08.97   | Österreich          | M               | 2018/19                              | 11     | 0    | Meister Regionalliga Mitte 2018/19                                                   |
| Schenk, Philipp                                                                            | 12.10.85   | Österreich          | A               | 2007/08, 2009/10                     | 15     | 1    |                                                                                      |
| Schilling, Christian                                                                       | 06.01.92   | Österreich          | V               | 2009/10 – 2011/12                    | 45     | 3    | Meister Regionalliga Mitte 2011/12                                                   |
| Schütz, Daniel                                                                             | 19.06.91   | Österreich          | M               | 2007/08 – 2009/10                    | 61     | 8    |                                                                                      |
| Seoane, Gerardo                                                                            | 15.09.76   | Uruguay             | A               | 2008/09                              | 25     | 5    |                                                                                      |
| Simurina, Ivan                                                                             | 08.08.92   | Slowenien           | V               | 2011/12                              | 3      | 0    | Meister Regionalliga Mitte 2011/12                                                   |
| Smoljan, Filip                                                                             | 18.02.99   | Kroatien            | V               | 2018/19                              |        |      | Meister Regionalliga Mitte 2018/19                                                   |
| Snofl, Matej                                                                               | 21.02.77   | Slowenien           | V               | 2009/10 – 2010/11                    | 36     | 0    |                                                                                      |
| Spirk, Ralph                                                                               | 26.10.86   | Österreich          | M               | 2009/10                              | 23     | 5    |                                                                                      |
| Stadler, Lukas                                                                             | 28.10.90   | Österreich          | M               | 2012/13                              | 14     | 3    |                                                                                      |
| Steiner, Mario                                                                             | 12.12.82   | Österreich          | M               | 2011/12                              | 17     | 1    | Meister Regionalliga Mitte 2011/12                                                   |
| Suppan, Manuel                                                                             | 18.08.89   | Österreich          | V               | 2008/09                              | 6      | 0    |                                                                                      |
| Tieber, Michael                                                                            | 04.09.88   | Österreich          | A               | 2007/08 – 2009/10                    | 60     | 21   |                                                                                      |
| Toth, Hannes                                                                               | 13.04.76   | Österreich          | A               | 2008/09 – 2009/10                    | 25     | 9    |                                                                                      |
| Tschermanek, Christian                                                                     | 06.01.93   | Österreich          | M               | 2009/10 – 2011/12                    | 23     | 0    | Meister Regionalliga Mitte 2011/12                                                   |
| Unterweger, Mario                                                                          | 17.02.91   | Österreich          | V               | 2009/10                              | 3      | 0    |                                                                                      |
| Vardic, Orhan                                                                              | 11.06.00   | Bosnien-Herzegowina | V               | 2018/19                              | 3      | 0    | Meister Regionalliga Mitte 2018/19                                                   |
| Vuksanovic, Zikica                                                                         | 11.05.74   | Slowenien           | V               | 2007/08 – 2009/10                    | 62     | 7    |                                                                                      |
| Wagner, Christoph                                                                          | 24.03.86   | Österreich          | V               | 2007/08 – 2008/09                    | 3      | 0    |                                                                                      |
| Waltl, Lukas                                                                               | 15.12.93   | Österreich          | T               | 2009/10                              | 1      | 0    |                                                                                      |
| Weissenbacher, Christoph                                                                   | 20.07.92   | Österreich          | T               | 2009/10 – 2012/13                    | 5      | 0    | Meister Regionalliga Mitte 2011/12                                                   |
| Wendler, Philipp                                                                           | 02.06.91   | Österreich          | A               | 2018/19                              | 13     | 7    | Meister Regionalliga Mitte 2018/19                                                   |
| Wohlmuth, Oliver                                                                           | 06.11.88   | Österreich          | A               | 2012/13                              | 12     | 4    |                                                                                      |
| Zündel, Thomas                                                                             | 24.12.87   | Österreich          | A               | 2018/19                              | 14     | 0    | Meister Regionalliga Mitte 2018/19                                                   |
| gelistet sind tatsächliche Einsätze – Saison 2012/13 nicht mehr beendet – Stand: Juni 2019 |            |                     |                 |                                      |        |      |                                                                                      |